# Pan srebrnego łuku
Pan srebrnego łuku (ang. Troy: The Lord of the Silver Bow) – powieść łącząca elementy historyczne i fantasy napisana przez brytyjskiego pisarza Davida Gemmella. Wydana w 2005 roku.
Książka była pierwszą powieścią wydaną w ramach trylogii Troja osadzonej w realiach starożytnej Grecji. Na jej łamach pojawiają się zarówno postacie fikcyjne, historyczne i mitologiczne. Wydarzenia rozgrywają się w okolicach miasta Troja.
W Polsce została wydana w 2006 roku nakładem wydawnictwa Rebis w przekładzie Zbigniewa A. Królickiego. Pierwsze polskie wydanie miało 384 strony (ISBN 83-7301-823-9).